# Rans Designs
Rans Designs, ehemals Rans Inc., ist ein US-amerikanischer Hersteller von Kleinflugzeugen und Fahrrädern aus Hays in Kansas. Der Name ist ein Kofferwort aus dem Vor- und Nachnamen des Unternehmensgründers Randy Schlitter. Rans hat bis jetzt über 3000 Flugzeuge in Bausatzform und als fertige Modelle gebaut.

## Geschichte
Rans wurde 1974 als Hersteller von Strandseglern gegründet. Erste Modelle waren der Delta SX, der Eagle 4, der Windhawk und der Monorai. Das Unternehmen war mit über 1500 produzierten Exemplaren sowohl als Hersteller als auch im Rennsport erfolgreich. Auch zweisitzige Modelle wie der Rans Gemini wurden angeboten. Rans Strandsegler wurden von solch begeisterten Seglern wie Bob Hope gefahren.

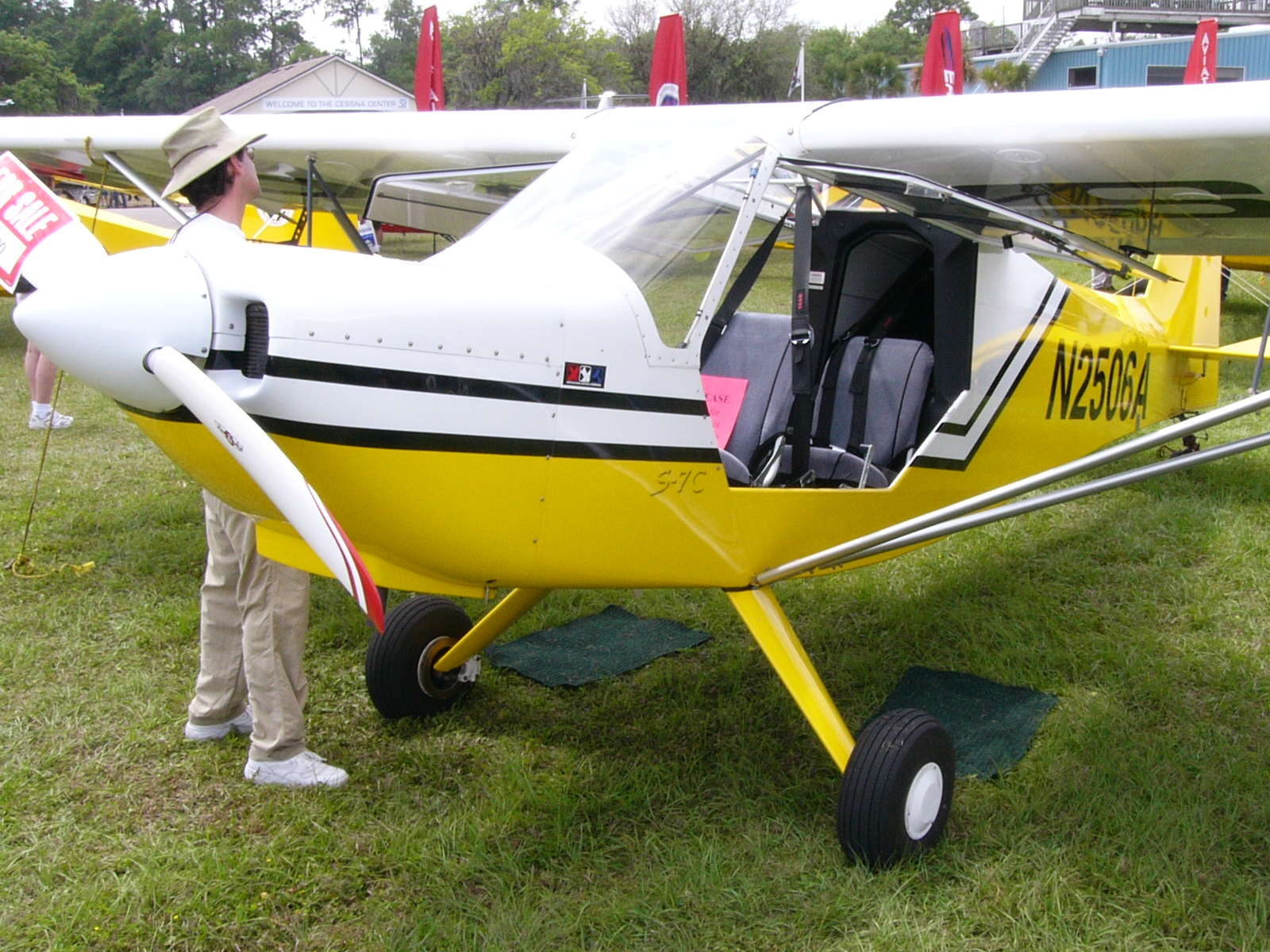
Rans S-7C Courier

Nachdem der Gründer des Unternehmens, Randy Schlitter, Hängegleiterfliegen ausprobiert hatte, erwog er, ein Segelflugzeug zu entwickeln, entschied sich dann aber für die Konstruktion eines Ultraleichtflugzeugs. Unzufrieden mit den zu dieser Zeit verfügbaren Ultraleichtflugzeugen, begann der die Entwicklung des Prototyps S-4 Coyote im November 1982. Schlitter gründete mithilfe der Investition eines Freundes das Unternehmen Aero-Max, um die S-4 zu produzieren. Das Flugzeug hatte seinen Jungfernflug im März 1983, aber das Unternehmen wurde aufgrund finanzieller Differenzen nicht weitergeführt und Rans übernahm die Produktion.
Schlitter konstruierte weitere Flugzeuge und im Jahr 2006 befanden sich zwölf Modelle in Produktion. Am 1. Juni 2006 entschied Schlitter, die Produktion vieler Modelle einzustellen, um sich künftig auf den neuen Markt für Light Sport Aircrafts zu konzentrieren. 2018 besteht das Portfolio von Rans aus fünf verschiedenen Basismodellen.

## Fahrräder

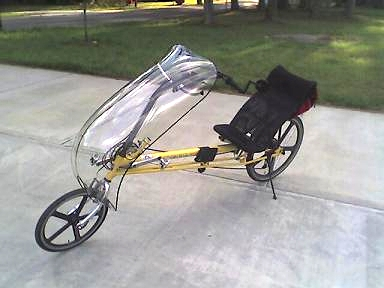
Rans V2 Formula Liegerad

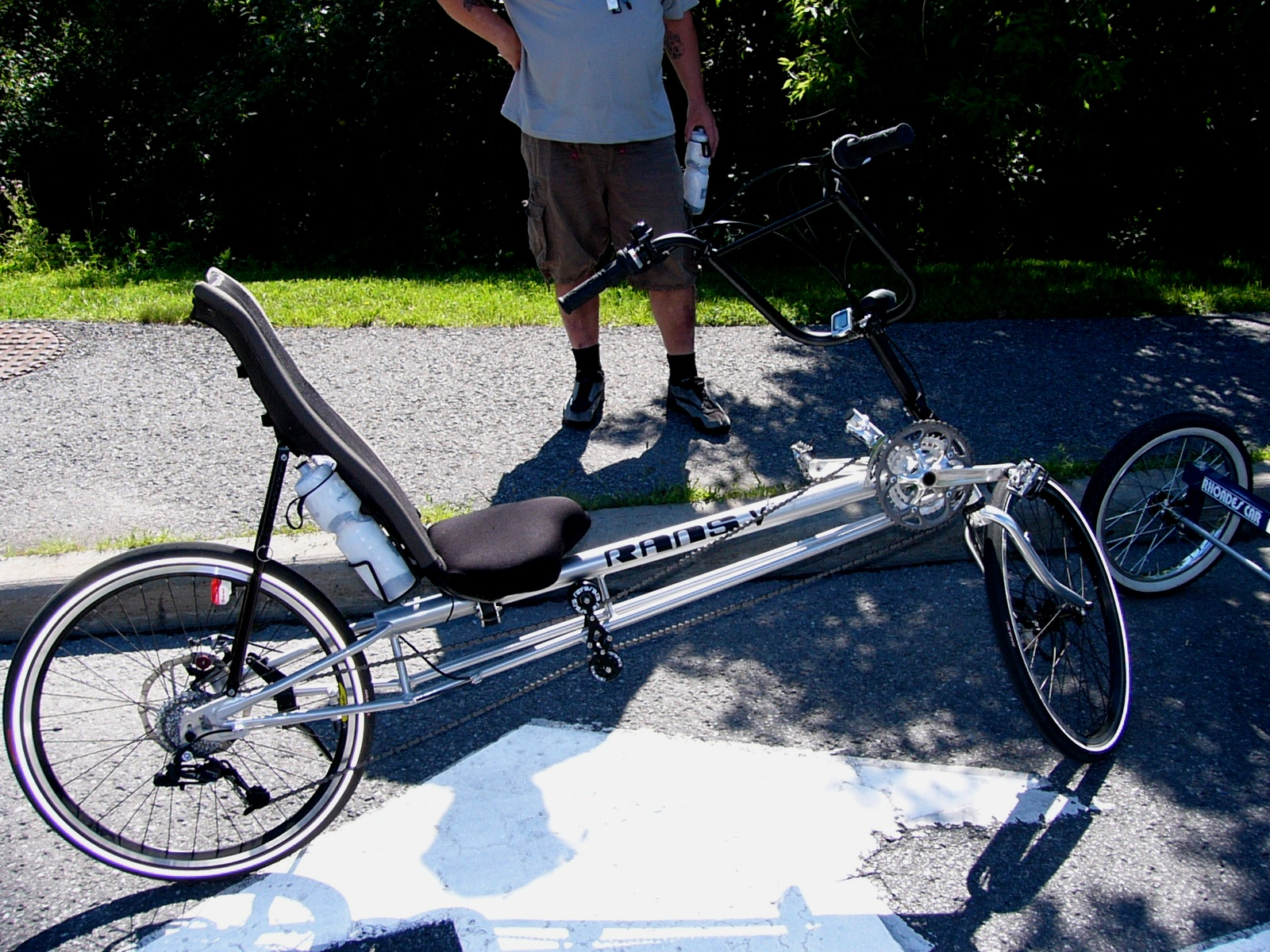
Rans V Liegerad

Rans produziert neben Flugzeugen auch Fahrräder. 2011 umfasste die Produktpalette des Unternehmens konventionelle Fahrräder, Liegeräder, Tandems und Dreiräder.